# 卡拉比亚纳
卡拉比亚纳（義大利語：Callabiana），是意大利比耶拉省的一个市镇。总面积7平方公里，人口153人，人口密度21.9人/平方公里（2009年）。ISTAT代码为096008。